# Choetor (district Jelizovski)
Choetor (Russisch: Хутор; "hofstede") of Pogranitsjny (Пограничный; "grens") is een voormalige plaats (selo) in het district Jelizovski van de Russische kraj Kamtsjatka. De plaats bevond zich aan de oostoever van de rivier de Avatsja en vormt nu een microdistrict van Jelizovo.
De plaats ontstond in 1852 als de boerderij van de Landbouwgemeenschap van Kamtsjatka, tijdens de landbouwhervormingen van Vasili Zavojko en werd aanvankelijk gewoon 'choetor' (het Oekraïense woord voor 'hofstede') genoemd (Zavojko kwam uit Poltava), hetgeen later de naam het dorp werd. Zavojko zelf verbleef er in de periode rond de belegering van Petropavlovsk in 1854 en 1855. Hij had het opgezet als een modelplaats voor de veehouderij en akkerbouw. Lange tijd stelde de plaats niet veel voor. In de jaren 30 van de 20e eeuw werd er een kolchoz opgezet voor de grenswacht. In de jaren 50 werd de naam van het dorp veranderd naar Pogranitsjny. Op 28 december 1973 verloor de plaats haar bestuurlijke onafhankelijkheid en over de loop van de tijd groeide de plaats vast aan de stad Jelizovo.